# Bages (Pyrénées-Orientales)
Bages (katalanisch: Bages de Rosselló) ist eine französische Gemeinde im Département Pyrénées-Orientales in der Region Okzitanien. Bages gehört zum Arrondissement Céret und zum Kanton La Plaine d’Illibéris. Die 4519 Einwohner (Stand: 1. Januar 2022) der Gemeinde nennen sich Bagéen(ne)s.

## Geografie

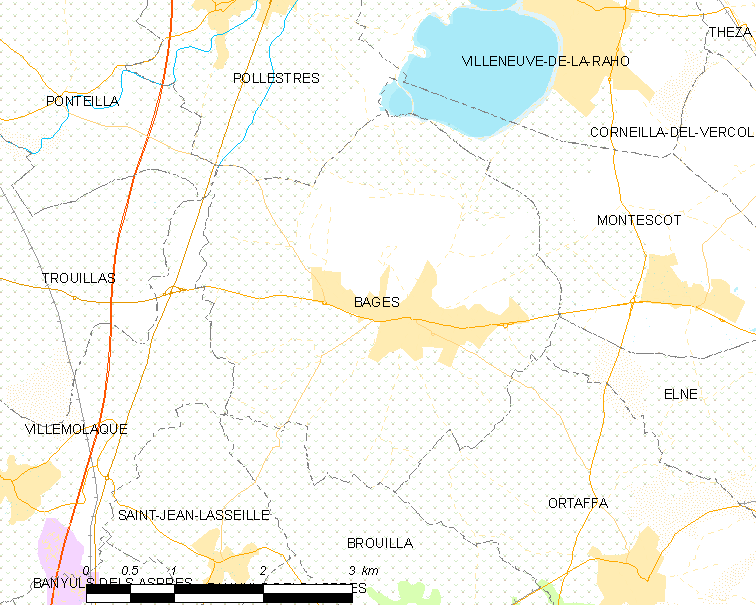
Karte von Bages

Bages liegt etwa zehn Kilometer südlich von Perpignan und unmittelbar unterhalb (südlich) des Lac de Villeneuve-de-la-Reho. Umgeben wird Bages von den Nachbargemeinden Pollestres im Norden und Nordwesten, Montescot im Norden und Osten, Elne im Osten und Südosten, Ortaffa im Südosten, Brouilla im Süden, Villemolaque im Westen und Südwesten sowie Nyls im Westen und Nordwesten.
Hier, im Weinbaugebiet Côtes du Roussillon, wird u. a. auch der Muscat de Rivesaltes  angebaut.

## Bevölkerungsentwicklung
| Jahr                       | 1962 | 1968 | 1975 | 1982 | 1990 | 1999 | 2006 | 2011 | 2021 |
| Einwohner                  | 1755 | 1900 | 2145 | 2711 | 3317 | 3328 | 3723 | 3933 | 4482 |
| Quellen: Cassini und INSEE |      |      |      |      |      |      |      |      |      |

## Sehenswürdigkeiten
- Die Kirche Saint-André wurde Anfang des 12. Jahrhunderts erbaut.
- Die Casa Carrère ist ein  Museum für naive Malerei.

## Städtepartnerschaft
Seit 1992 ist Niederstotzingen in Baden-Württemberg Partnerstadt von Bages.

## Persönlichkeiten
- Louis Noguères (1881–1956), Politiker, Widerstandskämpfer, gestorben in Bages
- Jean-Pierre Serre (* 1926), Mathematiker, geboren in Bages